# Sandra Cacic
Sandra Cacic (Joliet, 10 settembre 1974) è un'ex tennista statunitense.

## Biografia
In carriera ha vinto un titolo nel singolare, l'ASB Classic nel 1996, e uno nel doppio, i Bausch & Lomb Championships nel 1998, in coppia con la francese Mary Pierce. Nei tornei del Grande Slam ha ottenuto il suo miglior risultato raggiungendo il terzo turno nel singolare agli Australian Open nel 1996.

## Statistiche

### Singolare

#### Vittorie (1)
| Numero | Anno           | Torneo                | Superficie | Avversaria in finale | Punteggio     |
| 1.     | 6 gennaio 1996 | ASB Classic, Auckland | Cemento    | Barbara Paulus       | 6-3, 1-6, 6-4 |

### Doppio

#### Vittorie (1)
| Numero | Anno           | Torneo                                     | Superficie  | Compagna    | Avversarie in finale          | Punteggio     |
| 1.     | 12 aprile 1998 | Bausch & Lomb Championships, Amelia Island | Terra verde | Mary Pierce | Barbara Schett Patty Schnyder | 7-6, 4-6, 7-6 |

### Risultati in progressione
| Sigla | Risultato               |
| ----- | ----------------------- |
| V     | Vincitore               |
| F     | Finalista               |
| SF    | Semifinalista           |
| O     | Oro olimpico            |
| A     | Argento olimpico        |
| SF    | Bronzo olimpico         |
| QF    | Quarti di Finale        |
| 4T    | Quarto turno            |
| 3T    | Terzo turno             |
| 2T    | Secondo turno           |
| 1T    | Primo turno             |
| RR    | Round Robin             |
| LQ    | Turno di qualificazione |
| A     | Assente                 |
| ND    | Non disputato           |

| Legenda superfici    |
| -------------------- |
| Cemento              |
| Terra battuta        |
| Erba                 |
| Superficie variabile |

#### Singolare nei tornei del Grande Slam
| Torneo          | 1993 | 1994 | 1995 | 1996 | 1997 | 1998 | 1999 | 2000 | 2001 | 2002 |
| --------------- | ---- | ---- | ---- | ---- | ---- | ---- | ---- | ---- | ---- | ---- |
| Australian Open | A    | 1T   | 2T   | 3T   | 1T   | 1T   | 1T   | A    | A    | A    |
| Open di Francia | A    | 2T   | 1T   | 1T   | 1T   | 1T   | A    | A    | 1T   | A    |
| Wimbledon       | A    | 2T   | 2T   | 1T   | 1T   | 1T   | A    | A    | 2T   | A    |
| US Open         | 2T   | 2T   | 1T   | 1T   | 1T   | 1T   | A    | 1T   | 1T   | 1T   |

#### Doppio nei tornei del Grande Slam
| Torneo          | 1994 | 1995 | 1996 | 1997 | 1998 | 1999 |
| --------------- | ---- | ---- | ---- | ---- | ---- | ---- |
| Australian Open | A    | A    | 1T   | A    | A    | 1T   |
| Open di Francia | A    | A    | A    | A    | 1T   | A    |
| Wimbledon       | A    | A    | A    | A    | 1T   | A    |
| US Open         | 2T   | A    | A    | A    | 1T   | 1T   |

#### Doppio misto nei tornei del Grande Slam
Nessuna partecipazione

## Vittorie contro giocatrici top 10
| Stagione | 1993 | Totale |
| -------- | ---- | ------ |
| Vittorie | 1    | 1      |

| #    | Giocatrice   | Ranking | Evento                  | Superficie    | Turno | Punteggio     | Rank. SCR |
| ---- | ------------ | ------- | ----------------------- | ------------- | ----- | ------------- | --------- |
| 1993 |              |         |                         |               |       |               |           |
| 1.   | Jana Novotná | 8       | Barilla Indoors, Zurigo | Sintetico (i) | 1T    | 2-6, 7-5, 6-1 | 123       |